# 緊急列車停止装置
緊急列車停止装置（きんきゅうれっしゃていしそうち、英語: emergency brake）は、列車運転中に運転士が失神・居眠り・急病などの異常事態が発生した場合に、自動的に列車を停止させる運転保安装置である。EB装置（緊急ブレーキ）とも呼ばれる。

## 概要

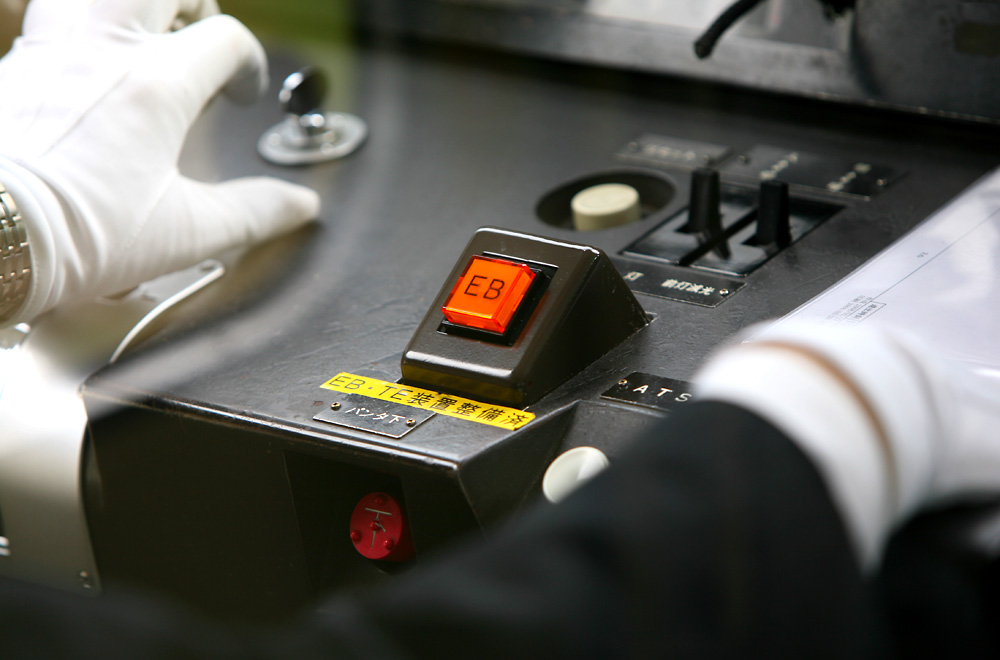
EBリセットスイッチ
（JR西日本221系電車）

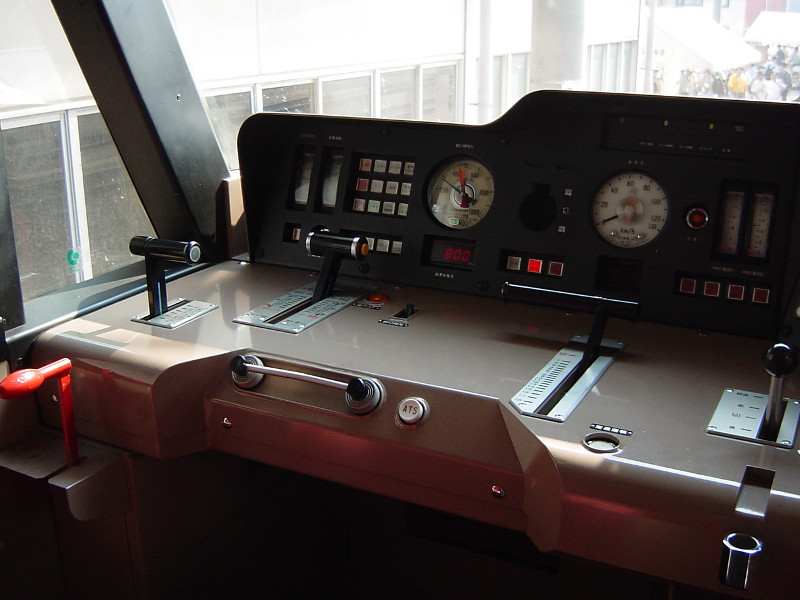
EBリセットスイッチ
（JR貨物EF210形電気機関車）
画像中央左側の棒状のもの

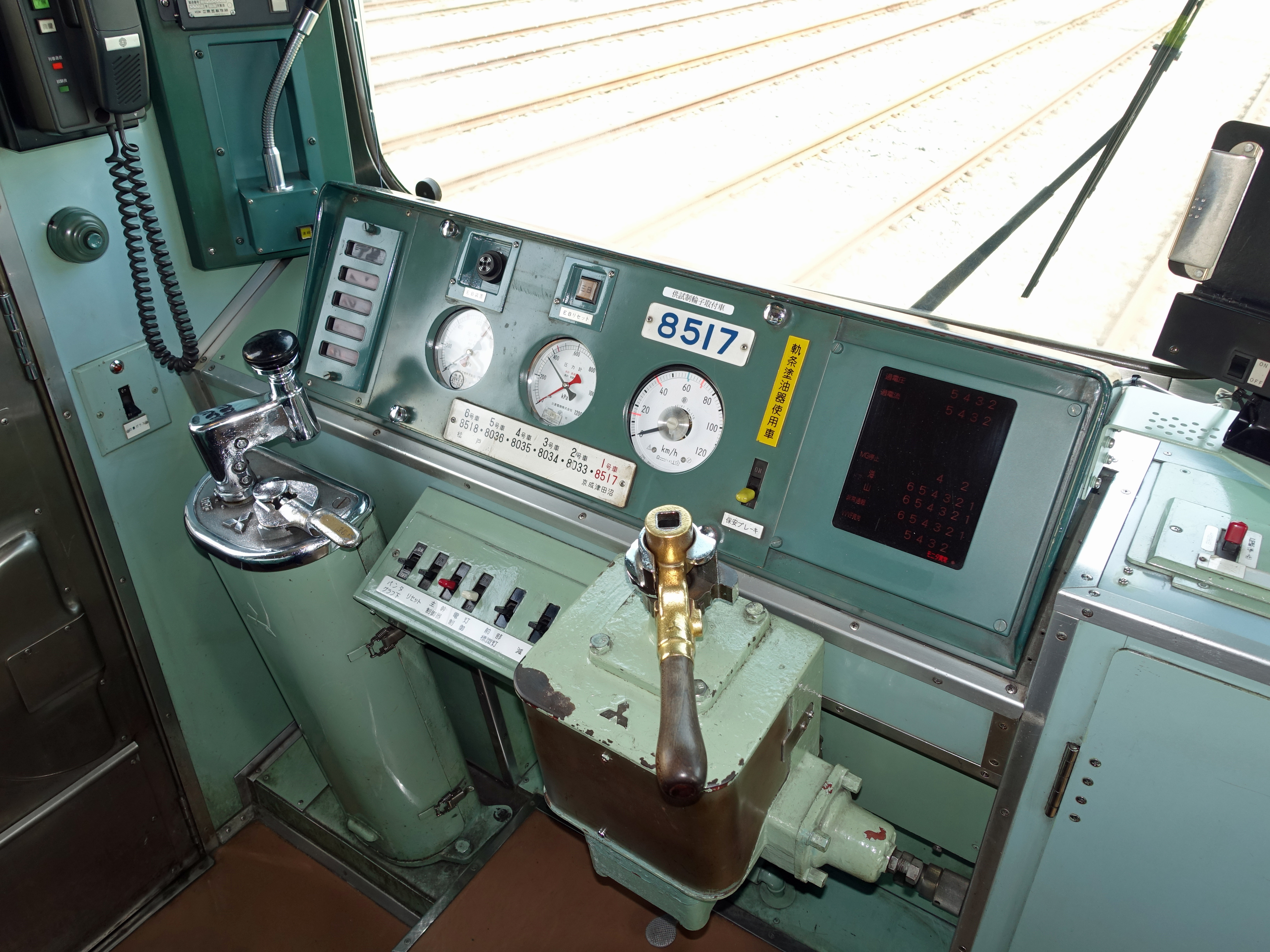
新京成電鉄8000形電車の運転台。私鉄においてEB装置とデッドマン装置を併設する例（マスターコントローラのハンドルの黒い部分がデッドマン装置）

15 km/h以上で走行中の列車の運転士が、マスコン・ブレーキ・警笛（機関車の場合はこれらに加え、｢砂撒き｣操作も入る）などの機器のいずれかを指定時間（1分に設定されている場合が多い）以上操作しないと警報ブザーが鳴動するとともに警報ランプが点灯し、点灯してから指定時間（5秒前後）までにこれらの機器を操作するか、リセットスイッチ（バーまたはボタン式）を操作しない場合、非常ブレーキがかかる。
日本国有鉄道（国鉄）では1971年（昭和46年）から電気機関車、ディーゼル機関車で使用が開始され、電車・気動車では停車頻度の少ない特急形や急行形で使用が開始された。最初に国鉄の機関車で採用したのは、それまで2人乗務であった電気機関車、ディーゼル機関車の運転士（機関士）を1人乗務とする合理化のためである。その後、安全性向上のためJR各社や第三セクター鉄道などで多く採用されている。
従来は運転士のみの乗務となるワンマン運転対応車や、運転士1人のみの乗務が原則となる日本貨物鉄道（JR貨物）の機関車にはEB装置またはデッドマン装置を搭載することが義務付けられていたが、2006年（平成18年）からは例外を除きすべての新製車両に搭載することが義務付けられている（既存車両への搭載は努力義務）。これは、ツーマン運転用車両でも回送列車などで車掌が乗務しない事例が増えたための措置だが、一部例外があるため設置対象基準を下表に記載する。
|                                              | ツーマン運転                                                                                             | ワンマン運転 |
| -------------------------------------------- | --- | --- |
| 地下式構造または 高架式構造 （新幹線を含む） | 設置が必要 ただしATO・ATC・ATS （常に制限速度を超過するおそれのない装置に限る） により運転する車両を除く | 設置が必要 （地下鉄等旅客車は 作動時の通報装置を含む） ただしATO・ATC・ATS （常に制限速度を超過する おそれのない装置に限る） により運転する車両を除く |
| 同一運転室に2人 以上の乗務員が 乗務する車両  | 設置対象外                                                                                               | （該当なし） |
| 上記以外                                     | 設置が必要                                                                                               | 設置が必要 |

一方で私鉄や地下鉄の場合は、マスコンハンドルから手を離すと非常ブレーキがかかる「デッドマン装置」が一般に採用されているが、一部私鉄や西日本旅客鉄道（JR西日本）のようにデッドマン装置とEB装置を併設・併用する事業者も存在しており、EB装置を搭載した281系とデッドマン装置を搭載した271系のように保安装置が異なる車両の併結運転が行われている事例が存在する。

## EB装置に関する問題事案
アメリカ合衆国では本装置に類似する「Alerter」が鉄道車両に使用されているが、車両整備状態と操作ミスの影響で、2001年に無人走行による暴走事故が発生した（CSX8888号暴走事故）。
JR西日本は207系2000番台2次車・223系2000番台2次車からこの装置の採用を開始し、それ以前に製造された車両への設置も進み、2010年（平成22年）6月現在で約95 %の在籍車両に設置されている。しかし、同年3月31日から4月1日にかけての新聞報道によると、同社が、装置を取り外したままにしていたり、スイッチが切れたりしていた車両を、福知山線や片町線、山陰本線、大糸線などで運用していたことが判明している。同社は事態を重視し、取り付け・取り外しの確認を徹底させるよう運用方針を改正したり、スイッチの点検などを義務付けるなどの対策に乗り出している。また、同年7月にも同装置の電源が切れた状態の車両を湖西線や東海道本線、草津線などで運行していた事が判明した。また、山陽本線や山陰本線などで、EB装置の警報スピーカーのカバーの内側に、一部の運転士が音量を絞るために紙などを詰め込んでいたことも発覚している。また、故意かどうかは不明だが、2013年（平成25年）9月8日には奈良線で運転中1分以上機器を操作していないのにブザーが鳴らないことに気づいた運転士が終点に到着後確認したところ、反対側の運転席のEB装置のブレーカーが切になっていたことがあった。
このように、EB装置の電源が入っていない状態でも運転自体は出来てしまうため、他の鉄道事業者でも同様な事例が見られる。2011年（平成23年）に国土交通省から業務改善命令を受けた北海道旅客鉄道（JR北海道）では、2017年（平成29年）4月27日の特急スーパー北斗4号が、札幌運転所 - 札幌駅 - 函館駅間（回送を含む運転全区間）で、EB装置のスイッチが「切」の状態であったことに運転士が気づかないまま運転されていた。
この他、意図的な取り外しなどによるものではないが、2010年（平成22年）8月26日には、長浜発姫路行新快速として運用中の223系で、運転室の計器類と繋ぐための鎖がEB装置の配線と接触してショートを起こし、EB装置の電源が切れるトラブルがあった。この列車の運転士は、気付かないまま姫路駅まで運転を続けていた。また2016年（平成28年）5月6日には、京都発倉吉行特急「スーパーはくと1号」が、京都駅 - 大阪駅間をEB装置を作動させないまま26分間に亘り走行した。この区間ではこの影響で、列車7本が最大18分に亘り遅れ、約6,000人の利用者に影響が生じる事態となった
。
機器の不具合によるものでは、2013年（平成25年）8月2日には、城陽発京都行の普通列車において、同装置の電源が入になっていたものの、装置が機能しない状態で運行を続けていた事が判明した。同年8月17日には、岩徳線岩国発徳山行の列車において、EB装置の不具合により遅延するトラブルも発生している。2014年（平成26年）12月25日には、倉吉発京都行の「スーパーはくと6号」において、EB装置の不具合により運転を打ち切るトラブルも発生している。2021年（令和3年）3月31日には、長浜発姫路行新快速が立花駅 - 甲子園口駅間を走行中、運転士がEB装置の表示灯に違和感を感じ、列車を緊急停止させるトラブルが発生。この列車は米原駅からEB装置が動作不良を起こしていた可能性があることが判明した。
2014年（平成26年）10月6日には、ソフトウェアの設計ミスにより、ATC等が自動的に動作した場合も運転士が操作を行ったと認識し、EB装置のブザー鳴動までの時間が規定よりも延びる事象が確認され、東日本旅客鉄道（JR東日本）をはじめ各社の装置でも同様の不具合が見つかった

。